# ۱۴۹۴ (میلادی)
۱۴۹۴ (میلادی) هزار و چهارصد و نود و چهارمین سال تقویم میلادی است.

## رویدادها
- ۷ ژوئن - امضای پیمان تردسییاس بین امپراتوری‌های پرتغال و اسپانیا

## زادگان
6 نوامبر_ سلیمان یکم: سلطان عثمانی.
- ۵ نوامبر – هانس زاکس، شاعر و نویسنده آلمانی (د. ۱۵۷۶)

## درگذشتگان
- ۱۱ اوت – هانس مملینگ، نقاش هلندی
- ۱۷ نوامبر – جووانی پیکو دلا میراندولا، فیلسوف ایتالیایی (ز. ۱۴۶۳)